# Hirokazu Ninomiya
Hirokazu Ninomiya (jap. 二宮洋一 Ninomiya Hirokazu; ur. 22 listopada 1917 roku w prefekturze Hyōgo, zm. 7 marca 2000 roku w Tokio) - japoński piłkarz, reprezentant kraju.

## Kariera klubowa
Jako piłkarz grał w klubie Keio BRB.

## Kariera reprezentacyjna
Karierę reprezentacyjną rozpoczął w 1940, a zakończył w 1954 roku. W sumie w reprezentacji wystąpił w 6 spotkaniach.

## Statystyki
| Reprezentacja Japonii | Reprezentacja Japonii | Reprezentacja Japonii |
| Rok                   | Mecze                 | Gole                  |
| --------------------- | --------------------- | --------------------- |
| 1940                  | 1                     | 0                     |
| 1941                  | 0                     | 0                     |
| 1942                  | 0                     | 0                     |
| 1943                  | 0                     | 0                     |
| 1944                  | 0                     | 0                     |
| 1945                  | 0                     | 0                     |
| 1946                  | 0                     | 0                     |
| 1947                  | 0                     | 0                     |
| 1948                  | 0                     | 0                     |
| 1949                  | 0                     | 0                     |
| 1950                  | 0                     | 0                     |
| 1951                  | 2                     | 1                     |
| 1952                  | 0                     | 0                     |
| 1953                  | 0                     | 0                     |
| 1954                  | 3                     | 0                     |
| Razem                 | 6                     | 1                     |

## Osiągnięcia
- Puchar Cesarza: 1936, 1937, 1939, 1940, 1951, 1952, 1954